# Seiridium marginatum
Seiridium marginatum är en svampart som beskrevs av Schwein. Seiridium marginatum ingår i släktet Seiridium och familjen Amphisphaeriaceae.   Inga underarter finns listade i Catalogue of Life.